# روبن روبرتس
روبن روبرتس (بالإنجليزية: Robin Roberts)‏ هو لاعب كرة قاعدة أمريكي، ولد في 30 سبتمبر 1926 في سبرينغفيلد في الولايات المتحدة، وتوفي في 6 مايو 2010 في تمبل تراس في الولايات المتحدة.

## وصلات خارجية
- روبن روبرتس على موقع دوري كرة القاعدة الرئيسي (الإنجليزية)
- روبن روبرتس على موقعبيزبول رفرنس.كوم (الدوري الرئيسي) (الإنجليزية)
- روبن روبرتس على موقعبيزبول رفرنس.كوم (الدوري الثانوي) (الإنجليزية)
- روبن روبرتس على موقع إي إس بي إن.كوم (أم.أل.بي) (الإنجليزية)
- روبن روبرتس على موقع مشجعي الرسوم البيانية (الإنجليزية)
- روبن روبرتس على موقع قاعة مشاهير كرة القاعدة (الإنجليزية)
- روبن روبرتس على موقع قاعة فلوريدا للمشاهير الرياضية (الإنجليزية)
- روبن روبرتس على موقع إن إن دي بي (الإنجليزية)